# FACEIT
FACEIT — киберспортивная платформа, основанная в Лондоне в 2012 году. Компания учреждала лиги для таких игр, как Counter-Strike 2 (ранее Counter-Strike: Global Offensive), League of Legends, Rocket League, Tom Clancy’s Rainbow Six Siege, Dota 2 и Team Fortress 2.

## Серия чемпионатов по киберспорту
В апреле 2016 года Faceit объявила о запуске своего турнира по Counter-Strike: Global Offensive, известного как Esports Championship Series (ECS). В апреле 2017 года компания стала партнёром платформы YouTube, для обмена видео и создания сериала. ECS была одной из двух главных лиг Counter-Strike, наряду с ESL Pro League.
Сезон был прекращён в 2020 году, и его заменила основанная на франшизе лига под названием Flashpoint. Он включает 12 команд и бай-ин на месте на сумму 2 000 000 долларов США, а также предлагает совместное владение и распределение доходов конкурирующим командам.

### Результаты
| Сезон | Дата         | Место расположения | Чемпионы      | Призовой фонд (Долл.) | Прим.                |
| ----- | ------------ | ------------------ | ------------- | --------------------- | -------------------- |
| 1     | июнь 2016    | Лондон             | G2 Esports    | 945 000 долларов      | [ 12 ] [ 13 ]        |
| 2     | декабрь 2016 | Анахайм            | Astralis      | 750 000 долларов      | [ 14 ] [ 15 ] [ 16 ] |
| 3     | июнь 2017    | Лондон             | SK Gaming     | 750 000 долларов      | [ 17 ] [ 18 ] [ 19 ] |
| 4     | декабрь 2017 | Канкун             | FaZe Clan     | 750 000 долларов      | [ 20 ] [ 21 ]        |
| 5     | июнь 2018    | Лондон             | Astralis      | 750 000 долларов      | [ 22 ]               |
| 6     | ноябрь 2018  | Арлингтон          | Astralis      | 750 000 долларов      | [ 23 ] [ 24 ]        |
| 7     | июнь 2019    | Лондон             | Team Vitality | 500 000 долларов      | [ 25 ]               |
| 8     | ноябрь 2019  | Арлингтон          | Astralis      | 500 000 долларов      | [ 26 ]               |

## Faceit Major
22 февраля 2018 года Valve, разработчики и владельцы Counter-Strike, объявили, что Faceit проведёт тринадцатый мейджор по CS:GO — FACEIT Major: London 2018. Турнир начался в середине сентября и завершился 23 сентября 2018 года. Это был первый мейджор, организованный Faceit, и первый мейджор, организованный в Соединённом Королевстве. Призовой фонд составил 1 000 000 $, а стадия плей-офф проходила на Уэмбли Арене. В финале Astralis победили Natus Vincere, став победителями мейджора во второй раз.

## Смена владельца
В 2022 году было объявлено, что Faceit и киберспортивная компания ESL были приобретены холдинговой компанией Savvy Gaming Group (SGG), принадлежащей Государственному инвестиционному фонду Саудовской Аравии. В рамках приобретения две компании собираются объединиться и сформировать ESL FACEIT Group.